# Intville-la-Guétard
Intville-la-Guétard és un municipi francès, situat al departament del Loiret i a la regió de Centre. L'any 2007 tenia 100 habitants.

## Demografia

### Població
El 2007 la població de fet d'Intville-la-Guétard era de 100 persones. Hi havia 36 famílies, de les quals 6 eren unipersonals (3 homes vivint sols i 3 dones vivint soles), 10 parelles sense fills i 20 parelles amb fills.
La població ha evolucionat segons el següent gràfic:
Habitants censats

### Habitatges
El 2007 hi havia 43 habitatges, 35 eren l'habitatge principal de la família, 2 eren segones residències i 6 estaven desocupats. 42 eren cases i 1 era un apartament. Dels 35 habitatges principals, 30 estaven ocupats pels seus propietaris, 4 estaven llogats i ocupats pels llogaters i 1 estava cedit a títol gratuït; 3 tenien tres cambres, 9 en tenien quatre i 23 en tenien cinc o més. 31 habitatges disposaven pel capbaix d'una plaça de pàrquing. A 8 habitatges hi havia un automòbil i a 25 n'hi havia dos o més.

### Piràmide de població
La piràmide de població per edats i sexe el 2009 era:
| Homes | Edats   | Dones |
| ----- | ------- | ----- |
| 0     | 95 o +  | 0     |
| 0     | 90 a 94 | 4     |
| 0     | 85 a 89 | 0     |
| 0     | 80 a 84 | 0     |
| 0     | 75 a 79 | 0     |
| 4     | 70 a 74 | 0     |
| 4     | 65 a 69 | 0     |
| 4     | 60 a 64 | 4     |
| 0     | 55 a 59 | 4     |
| 4     | 50 a 54 | 0     |
| 0     | 45 a 49 | 4     |
| 4     | 40 a 44 | 4     |
| 8     | 35 a 39 | 4     |
| 8     | 30 a 34 | 4     |
| 0     | 25 a 29 | 8     |
| 4     | 20 a 24 | 4     |
| 8     | 15 a 19 | 8     |
| 0     | 10 a 14 | 0     |
| 8     | 5 a 9   | 0     |
| 8     | 0 a 4   | 8     |

## Economia
El 2007 la població en edat de treballar era de 60 persones, 49 eren actives i 11 eren inactives. De les 49 persones actives 45 estaven ocupades (25 homes i 20 dones) i 4 estaven aturades (2 homes i 2 dones). De les 11 persones inactives 4 estaven jubilades, 3 estaven estudiant i 4 estaven classificades com a «altres inactius».
Activitats econòmiques
Dels 3 establiments que hi havia el 2007, 2 eren d'empreses de construcció i 1 d'una empresa de transport.
L'únic servei als particulars que hi havia el 2009 era una fusteria.
L'any 2000 a Intville-la-Guétard hi havia 4 explotacions agrícoles que ocupaven un total de 572 hectàrees.

## Poblacions més properes
El següent diagrama mostra les poblacions més properes.